# Númio Ceiônio Albino
Númio Ceiônio Albino (em latim: Nummius Ceionius Albinus) ou Marco Númio Albino (em latim: Marcus Nummius Albinus) foi um oficial romano do século III, ativo no reinado dos imperadores Valeriano (r. 253–260) e Galiano (r. 253–268) e que talvez ainda estava vivo no tempo de Aureliano (r. 270–275).

## Vida
Númio era possivelmente filho de Marco Númio Senécio Albino, cônsul em 227, irmão de Marco Númio Tusco, cônsul em 258, e pai de Marco Númio Ceiônio Ânio Albino. Em data incerta, possivelmente cerca de 240, tornou-se cônsul sufecto e talvez deve ser o Númio Albino designado como lamprótato upático (λαμπρότατος υπατικός) que foi honrado com estátua em Adada, na Pisídia. Em 254 e novamente entre 261-263 serviu como prefeito urbano de Roma. Em 263, tornar-se ia cônsul anterior com Dexter e Máximo. Talvez pode o Albino que foi presidente ou legado proconsular na Lícia e Panfília. Assume-se que foi o Albino que faleceu na velhice sob Aureliano (r. 270–275).